# Paul Samuelson
Paul Anthony Samuelson (ur. 15 maja 1915 w Gary, Indiana, zm. 13 grudnia 2009 w Belmont, Massachusetts) – amerykański ekonomista, statystyk i ekonometryk.

## Życiorys
Rodzice Samuelsona, farmaceuta Frank i jego żona Ella z domu Lipton, byli żydowskimi imigrantami pochodzącymi z Polski.
W 1935 roku uzyskał dyplom University of Chicago, w 1941 roku obronił doktorat na Uniwersytecie Harvarda. Od 1940 profesor i twórca wydziału ekonomii w Massachusetts Institute of Technology w Cambridge.
Zajmował się ekonomią dobrobytu, popularyzując tzw. warunki Lindahl-Bowen-Samuelsona jako kryteria oceny, czy dane posunięcie ekonomiczne wpływa na stopień dobrobytu. Opracowywał teorię finansów publicznych, określając optymalną alokację zasobów. Zajmował się wieloma dziedzinami ekonomii, także matematycznej – programowanie liniowe, analiza ekonomiczna, teoria wzrostu, teoria cen, teoria dochodu, system podatkowy, teoria pieniądza, cykle koniunkturalne, teoria handlu międzynarodowego. Pracował jako doradca ekonomiczny prezydentów Kennedy’ego i Johnsona, a także jako konsultant wielu instytucji gospodarczych i politycznych oraz organizacji niedochodowych. Jest też uznanym autorem podręczników z dziedziny ekonomii, tłumaczonych na wiele języków, w tym polski (m.in. Ekonomia, Zasady analizy ekonomicznej).
Otrzymał John Bates Clark Medal (1947).
W opublikowanym w 1954 roku artykule, zatytułowanym The Pure Theory of Public Expenditure, jako pierwszy usiłował formalnie zdefiniować pojęcie dóbr publicznych, takich jak obrona narodowa.
W podręczniku „Ekonomia” z 1961 r. Samuelson przewidywał, że ZSRR może prześcignąć USA pod względem PKB na obywatela między 1984 r. a 1997 r. W wydaniu z 1980 r. daty przesunięto na lata 2002-2012 r.
W 1970 roku jako pierwszy Amerykanin otrzymał nagrodę Banku Szwecji im. Alfreda Nobla w dziedzinie ekonomii za prace, które pozwoliły „rozwinąć i zintegrować statyczne i dynamiczne teorie ekonomiczne oraz za aktywny wkład w rozwój teorii wzrostu gospodarczego”.

## Wybrane prace
- Paul Anthony Samuelson. The Pure Theory of Public Expenditure. „Review of Economics and Statistics”, 1954.brak numeru strony